# Choi In-ho
Choi In-ho (17 de octubre de 1945 - 25 de septiembre de 2013) fue un escritor surcoreano.

## Biografía
Nacido en Seúl, Choi In-ho se graduó en la Universidad Yonsei de literatura inglesa y debutó como escritor en 1967 con "El aprendiz de paciente" (Gyeonseup hwanja), que fue seleccionado como uno de los ganadores del Concurso Literario de Nueva Primavera patrocinado por el periódico Chosun Ilbo.
Se convirtió al catolicismo a mediados de los ochenta, pero aun así escribió obras que se pueden considerar budistas como Camino sin camino.
También fue profesor de la Universidad Yonsei y de la Universidad Católica de Corea. También era conocido como un gran bebedor y en 2014 se grabó la huella de sus manos en la calle Yonsei-ro, donde habitualmente bebía.
Falleció el 25 de septiembre de 2013 a los 67 años a causa de un cáncer.

## Obra
Choi In-ho empezó a escribir en 1963 con 17 años de forma espontánea. Esto se evidencia en sus dos cuentos "El borracho" (1970) y "La habitación del otro" (1971), que le dieron reputación de ser uno de los escritores más controvertidos de la década de 1970. Según Choi In-ho, escribió "El borracho" en solo dos horas, mientras que "La habitación del otro" la escribió en una noche para el primer número de Literatura e Intelecto (Munhakgwa jiseong).
Sus primeras obras alcanzaron popularidad cuando ganaron concursos patrocinados por periódicos locales (Hanguk Ilbo en 1963 y Chosun Ilbo en 1966) y la revista Sasanggye (1968). Estas historias mostraban con paisajes ásperos y satíricos los resultados del consumismo. Choi In-ho retrató a la gente atrapada en el rápido proceso de industrialización de Corea, presentando una imagen satírica del pujante consumismo y la resultante deshumanización.
A mediados de la década de los setenta se centró en el tema del aislamiento y la soledad y escribió "Noche profunda y azul", que contaba el duro viaje de dos coreanos por California. "Noche profunda y azul" ganó el prestigioso Premio Yi Sang en 1982.
De sus obras, El mercader de Joseon y El rey de los mares se adaptaron a la televisión en 2001 y 2004 respectivamente.

## Obras
- 타인의 방 "La habitación del otro" (1972)
- 별들의 고향 Donde nacen las estrellas (1973)
- 우리들의 시대 Nuestra época (1975)
- 내 마음의 풍차 El molino de viento de mi corazón (1975)
- 개미의 탑 La torre de hormigas (1977)
- 도시의 사냥꾼 El cazador urbano (1976)
- 돌의 초상 Retrato de una piedra (1978)
- 천국의 계단 Escaleras al paraíso (1978)
- 불새 El fénix (1980)
- 위대한 유산 Una herencia ilustre (1982)
- 깊고 푸른 밤 "Noche profunda y azul" (1982)
- 가면무도회 El baile de máscaras (1983)
- 고래사냥 La caza de la ballena (1983)
- 겨울나그네 El viajero del invierno (1984)
- 밤의 침묵 El silencio de la noche (1985)
- 지구인 Terrícola (1988)
- 잃어버린 왕국 El reino olvidado (1988)
- 저 혼자 깊어 가는 강 El río que se profundiza solo (1989)
- 길없는 길 Un camino sin camino (1993)
- 왕도의 비밀 El secreto de la vía real (1995)
- 사랑의 기쁨 La alegría del amor (1996)
- 상도 El mercader de Joseon (2000)
- 해신 El rey de los mares (2003)
- 제왕의 문 La puerta del emperador (2004)
- 유림 Los estudiosos confucianistas (2005)
- 어머니는 죽지 않는다 Las madres no mueren (2004)
- 제4의 제국 El cuarto imperio (2006)
- 가족 Familia (2009)
- 낯익은 타인들의 도시 Una ciudad ajena pero familiar (2011)

## Premios
- Premio Hyundae Munhak en 1972
- Premio Literario Yi Sang en 1982